# Antarchaea leda
Antarchaea leda là một loài bướm đêm trong họ Noctuidae.